# Arve
Arve är en 108 km lång vänsterbiflod till Rhône som de första nio kilometrarna rinner genom sydvästra Schweiz (kantonen Genève) och fortsätter sedan till Rhône genom departementet Haute-Savoie i östra Frankrike.
Runt Arve är det i huvudsak tätbebyggt.